# Herculis 2019
L'Herculis 2019 è stato la 33ª edizione del meeting di atletica leggera che si disputa con cadenza annuale a Fontvieille, quartiere del Principato di Monaco. Lo stadio all'interno del quale si è svolta la manifestazione è stato come sempre il Louis II; le gare si sono disputate tra '11 e il 12 luglio 2019. Il meeting è stato inoltre la nona tappa del circuito IAAF Diamond League 2019.

## Programma

### Giorno 1
| # | Orario | Specialità   |
| - | ------ | ------------ |
| 1 | 18:30  | Salto triplo |

### Giorno 2
| # | Orario | Specialità             |
| - | ------ | ---------------------- |
| 1 | 19:30  | Lancio del giavellotto |
| 2 | 19:35  | Salto con l'asta       |
| 3 | 20:25  | 400 metri              |
| 4 | 20:35  | 1500 metri             |
| 5 | 20:40  | Salto triplo           |
| 6 | 21:00  | 800 metri              |
| 7 | 21:35  | 100 metri              |
| 8 | 21:45  | 3000 metri siepi       |

| # | Orario | Specialità         |
| - | ------ | ------------------ |
| 1 | 20:00  | Salto in alto      |
| 2 | 20:03  | 400 metri ostacoli |
| 3 | 20:15  | 800 metri          |
| 4 | 20:50  | 100 metri ostacoli |
| 5 | 21:10  | 200 metri          |
| 6 | 21:20  | Miglio             |

     Specialità valide per la Diamond League

## Risultati
Di seguito i primi tre classificati di ogni specialità.

### Uomini
| Specialità             |                     | Prestazione | 2º classificato           | Prestazione | 3º classificato      | Prestazione |
| 100 metri              | Justin Gatlin       | 9"91        | Noah Lyles                | 9"92        | Michael Rodgers      | 10"01       |
| 400 metri              | Steven Gardiner     | 44"51       | Abderrahman Samba         | 45"00       | Nathan Strother      | 45"54       |
| 800 metri              | Nijel Amos          | 1'41"89     | Ferguson Cheruiyot Rotich | 1'42"54     | Amel Tuka            | 1'43"62     |
| 1500 metri             | Timothy Cheruiyot   | 3'29"97     | Jakob Ingebrigtsen        | 3'30"47     | Ronald Musagala      | 3'30"58     |
| 3000 metri siepi       | Soufiane El Bakkali | 8'04"82     | Benjamin Kigen            | 8'05"12     | Getnet Wale          | 8'05"52     |
| Salto con l'asta       | Piotr Lisek         | 6.02 m      | Armand Duplantis          | 5.92 m      | Thiago Braz          | 5.92 m      |
| Salto triplo           | Christian Taylor    | 17.82 m     | Will Claye                | 17.75 m     | Pedro Pablo Pichardo | 17.38 m     |
| Lancio del giavellotto | Andreas Hofmann     | 87.84 m     | Magnus Kirt               | 87.47 m     | Thomas Röhler        | 86.04 m     |

     Prestazione che stabilisce il nuovo record del meeting.

### Donne
| Specialità         |                     | Prestazione | 2º classificato   | Prestazione | 3º classificato          | Prestazione |
| 200 metri          | Shaunae Miller-Uibo | 22"09       | Elaine Thompson   | 22"44       | Dafne Schippers          | 22"45       |
| 800 metri          | Ajeé Wilson         | 1'57"73     | Natoya Goule      | 1'57"90     | Laura Muir               | 1'58"42     |
| Miglio             | Sifan Hassan        | 4'12"33     | Laura Weightman   | 4'17"60     | Gabriela DeBues-Stafford | 4'17"87     |
| 100 metri ostacoli | Kendra Harrison     | 12"43       | Danielle Williams | 12"52       | Christina Clemons        | 12"62       |
| 400 metri ostacoli | Sydney McLaughlin   | 53"32       | Ashley Spencer    | 54"46       | Zuzana Hejnová           | 54"55       |
| Salto in alto      | Mariya Lasitskene   | 2.00 m      | Mirela Demireva   | 1.94 m      | Nicola McDermott         | 1.94 m      |
| Salto triplo       | Yulimar Rojas       | 14.98 m     | Liadagmis Povea   | 14.71 m     | Shanieka Ricketts        | 14.67 m     |